# Tomé de Sousa

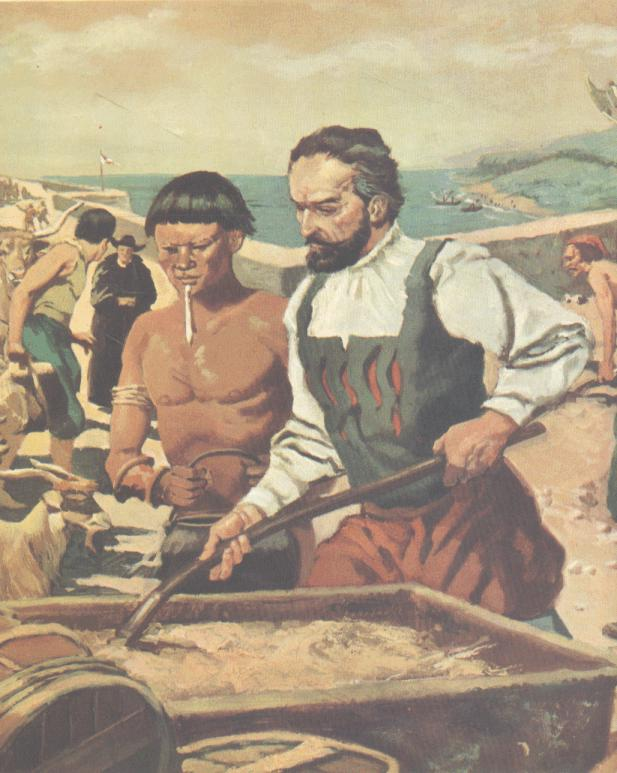
Tomé de Sousa

Tomé de Sousa (ur. 1503 w Rates, Póvoa de Varzim, zm. 1579) – Portugalczyk, pierwszy gubernator generalny Brazylii. 
Tomé de Sousa w 1548 roku został mianowany przez króla Jana III na pierwszego gubernatora generalnego w Brazylii. Zastąpił na sprawującego kapitana Brazylii Martima Afonsa de Souse. Do Brazylii przybył na sześciu statkach, z urzędnikami i 1000 żołnierzy. Jego zastępca został Dioga Alvares Correia, Portugalczyk, który ożenił się z Indianką i pełnił funkcje tłumacza. 
Tomé de Sousa zaraz po objęciu stanowiska założył w Zatoce Wszystkich Świętych (Bahia de Todos los Santos) miasto Cidade se Salvador (dzisiejszy Salvador). W latach 1548–1549 prowadził walki z Francuzami i Indianami Tupi w Pernambuco i São Vicente. Dzięki rozwinięciu żeglugi pomiędzy kapitaniami i Wyspami Zielonego Przylądka rozwinął handel niewolnikami. W 1551 roku wraz z jezuitami doprowadził do powołania pierwszego biskupstwa w Bahia de Todos los Santos. Jego pierwszym biskupem został Pedro Fernandes Sardinha. 
Tomé de Sousa urząd gubernatora sprawował do 1553 roku. W kolejnych latach piastował stanowisko doradcy królewskiego. Jego następcą został Durate da Costa, który prawie doprowadził gubernie do upadku. Kolonię uratował trzeci gubernator Mem de Sá